# Spirídon Marinatos
Spirídon Nikolau Marinatos (en grec: Σπυρίδων Νικολάου Μαρινᾶτος, Lixuri, 4 de novembre de 1901 - Santorini, 1 d'octubre de 1974) va ser un dels principals arqueòlegs grecs del segle xx.
Va començar la seva carrera el 1929, a Creta, com a director del Museu arqueològic d'Iràklio, on va conèixer Sir Arthur Evans. A l'illa, va dirigir diverses excavacions a Amnissos, Dreros, Arkalochori, Vathypetro i Gazi, i hi va fer importants troballes. El 1937, va ser nomenat director del Servei d'antiguitats de Grècia, assumint, poc després, un càrrec de professor a la Universitat d'Atenes. En aquest període, va dirigir la seva atenció a la cultura micènica, realitzant diverses excavacions al Peloponès, destacant el descobriment d'una tomba intacta a Routsi, prop de Pilos. També va excavar a les Termòpiles i a Marató, a la recerca d'establir els llocs precisos en els quals les famoses batalles homònimes havien ocorregut.
El seu descobriment més notable va ser el jaciment d'Acrotiri, una petita ciutat minoica a l'illa de Santorini (anomenada també Thera, el seu nom antic), destruïda per una gran erupció que la va deixar sota un gruixuda capa de cendres i pumicita. Els sismes submarins que va produir l'erupció van destruir també els assentaments costaners més importants de Creta. Aquest esdeveniment ha estat vinculat, per diversos escriptors i mitjans de comunicació, amb el mite de l'Atlàntida. Amb la col·laboració de Nikos Pelekis, Marinatos va començar les excavacions a Acrotiri el 1967, i va continuar amb elles fins a la seva mort (producte d'un accident cervell vascular) el 1974. El va succeir el seu deixeble i col·laborador Khristos Dumas

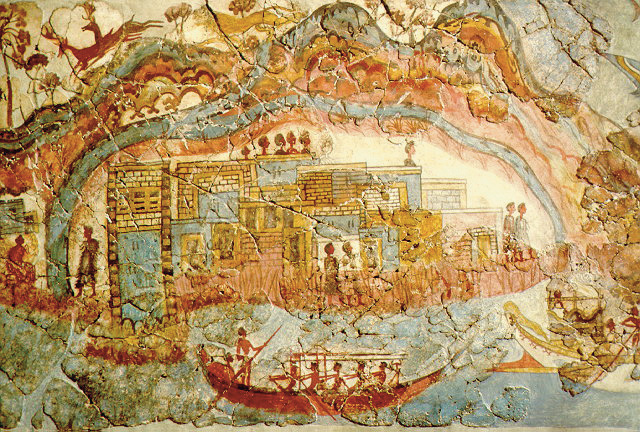
Fresc descobert al jaciment arqueològic d'Acrotiri.

Durant el règim conegut com a Dictadura dels coronels, Marinatos va treballar per al ministeri grec de cultura com a director general d'antiguitats. La proximitat que va mantenir amb els líders del règim, especialment el líder de la junta militar de 1967 a 1974, Georgios Papadopoulos, tenia base ideològica; Marinatos aspirava al fet que Grècia fos un país patriòtic i ordenat, i considerava que els coronels podien contribuir-hi. La seva tendència política li va crear problemes entre els seus col·legues acadèmics.
El seu llibre Creta i Micenes va ser publicat originalment en alemany, el 1960. El seu article més important, pel que fa a la seva influència, va ser «La destrucció volcànica de la Creta minoica» (Antiquity, 1939). Els escrits sobre les seves excavacions a Santorini han estat publicats en sis volums (1968-74). El seu últim article, «Vida i art a la Thera prehistòrica», va ser publicat el 1972.
El seu nom s'esmenta en el videojoc Indiana Jones and the Fate of Atlantis, el qual incorpora una etapa dedicada a Thera.